# Renata Markiewicz-Żukowska
Renata Markiewicz-Żukowska (ur. 6 kwietnia 1969 w Drohiczynie) – polska naukowiec, bromatolog, doktor habilitowany nauk farmaceutycznych.

## Życiorys
W 1988 ukończyła Liceum Ogólnokształcące im. Józefa Ignacego Kraszewskiego w Drohiczynie. W 1993 ukończyła studia na kierunku farmacja na Akademii Medycznej w Białymstoku, po czym rozpoczęła pracę naukową na uczelni. W 1993 ukończyła również Policealne Studium Informatyki w Zarządzaniu i Biznesie Politechniki Białostockiej. W 1997 pod kierunkiem prof. Marii Borawskiej z Samodzielnej Pracowni Bromatologii obroniła pracę doktorską pt. „Badanie zanieczyszczeń azotanami i azotynami w żywności regionu białostockiego” uzyskując stopień naukowy doktora nauk farmaceutycznych. W 2015 na podstawie osiągnięć naukowych i złożonej rozprawy „Wybrane składniki mineralne i produkty pszczele w diecie osób starszych” uzyskała stopień naukowy doktora habilitowanego nauk farmaceutycznych. Posiada specjalizację z farmacji aptecznej.
Zatrudniona jest na stanowisku adiunkta w Zakładzie Bromatologii UMB. Jest członkiem Komisji Rewizyjnej oddziału białostockiego Polskiego Towarzystwa Farmaceutycznego, a także sekretarzem oddziału białostockiego Polskiego Towarzystwa Nauk Żywieniowych. Wcześniej pracowała na Wyższej Szkole Kosmetologii i Ochrony Zdrowia w Białymstoku.
Odznaczona Brązowym Krzyżem Zasługi (2003) oraz Medalem Komisji Edukacji Narodowej (2012).